# Emmanuel Matadi
Emmanuel Matadi (* 15. April 1991 in Monrovia) ist ein liberianischer Leichtathlet, der in den Sprintdisziplinen an den Start geht. 2016 gewann er die Bronzemedaille bei den Afrikameisterschaften über 200 Meter.

## Leben
Emmanuel Matadi stammt aus dem westafrikanischen Staat Liberia. Dort verbrachte er, zusammen mit zwei Schwestern, seine ersten Lebensjahre, bevor die Familie 1999 vor den anhaltenden Kämpfen im Bürgerkriegsland in die Vereinigten Staaten flüchtete. Nach kurzer Zeit in Kalifornien, ließ sich die Familie schließlich in Saint Paul, im Bundesstaat Minnesota, nieder. Dort besuchte Matadi zunächst die Cleveland Junior High, wo er erstmals in Kontakt mit der Leichtathletik kam. Zunächst zeigte er nur geringes Interesse für die Sportart und strebte stattdessen eine Karriere als Footballspieler an. Eine Verletzung verhinderte dies schließlich und er kam zur Leichtathletik zurück, wofür sich allmählich sein Interesse steigerte. Nach dem Schulabschluss nahm er 2010 zunächst ein Studium der Trainingswissenschaften an der University of Kentucky auf. Zwei Jahre später wechselte er an die Minnesota State University, Mankato auf. An dem Tag, an dem er sich für die Universität entschied, brannte das Haus seiner Familie in Saint Paul nieder, Während er bei Freunden in der Stadt unterkam. musste seine Mutter nach Tallahassee zu ihrer Tochter ziehen.

## Sportliche Laufbahn
2009 nahm Matadi an seinen ersten Wettkämpfen im Sprint teil. Ein Jahr später verbesserte er sich über 100 Meter auf 10,41 s. Lange Zeit hielt er seine Bestzeit Zeiten auf diesem Niveau, bevor er 2016 sich bis auf 10,14 s verbesserte. Über 200 Meter lief er 20,44 s, die seitdem seine persönliche Bestzeit über diese Distanz darstellen. Damit erfüllte er die Norm, um an den Olympischen Sommerspielen in Rio de Janeiro in beiden Disziplinen an den Start zu gehen. Vor den Spielen trat er über beide Strecken bei den Afrikameisterschaften in Durban an. Über 100 Meter lief er im Finale eine Zeit von 10,24 s und wurde damit Fünfter. Auch über 200 Meter zog er in das Finale ein, in dem er die Bronzemedaille gewinnen konnte. Bei den Olympischen Spielen nahm er als einer von zwei Athleten aus dem westafrikanischen Staat teil und war Fahnenträger Liberias während der Eröffnungszeremonie. Über beiden Strecken gelang es ihm nicht, in das Halbfinale einzuziehen.
2017 lief Matadi im Juni eine Zeit von 9,93 über 100 Meter, die allerdings aufgrund zu starken Rückenwindes nicht gewertet werden konnten. Im August trat er über 100 Meter bei den Weltmeisterschaften in London an. Dort gelang ihm der Einzug in das Halbfinale, in dem er mit einer Zeit von 10,20 s ausschied. Insgesamt belegte er bei seinen Weltmeisterschaftsdebüt den 14. Platz. 2019 stellte Matadi im Juli mit 10,01 s eine neue Bestleistung auf und trat anschließend im September bei den Weltmeisterschaften in Doha an. Dabei überstand er den Vorlauf, schied anschließend allerdings als Letzter seines Halbfinallaufs aus. Ebenfalls 2019 erfüllte er bereits die Voraussetzungen um in Tokio bei den Olympischen Sommerspielen 2020 teilnehmen zu können. Ende Juli 2021 ging er schließlich in Tokio, zunächst über 100 Meter, an den Start. Zwar lief er etwas schneller als im Vorlauf fünf Jahre zuvor in Rio de Janeiro, dennoch war für ihn der Wettkampf als Sechster seines Vorlaufes erneut vorzeitig beendet. Anschließend verzichtete er auf einen Start im 200-Meter-Lauf.
2022 startete Matadi im Juni zum zweiten Mal bei den Afrikameisterschaften. Wie schon 2016 konnte er das Finale des 100-Meter-Laufs erreichen, in dem er den sechsten Platz belegte. Kurz darauf lief er in der trinidadischen Hauptstadt in 9,98 eine neue 100-Meter-Bestzeit und blieb damit erstmals unter der 10-Sekunden-Marke. Im Juli startete er bei seinen dritten Weltmeisterschaften. Als Dritter seines Vorlaufes erreichte er das Halbfinale, in dem er als insgesamt Zehnter den Finaleinzug verpasste. Ein Jahr später trat er auch bei den Weltmeisterschaften in Budapest über 100 Meter an. Dort zog er erneut in das Halbfinale ein und verpasste als Vierter seines Laufes erneut knapp den Einzug in das Finale.
2024 erreichte Matadi bei seiner erstmaligen Teilnahme an den Hallenweltmeisterschaften in Glasgow das Halbfinale.

## Wichtige Wettbewerbe
| Jahr                | Veranstaltung             | Ort                 | Platz               | Disziplin           | Zeit                |
| Startet für Liberia | Startet für Liberia       | Startet für Liberia | Startet für Liberia | Startet für Liberia | Startet für Liberia |
| ------------------- | ------------------------- | ------------------- | ------------------- | ------------------- | ------------------- |
| 2016                | Afrikameisterschaften     | Durban              | 5.                  | 100 m               | 10,24 s             |
| 2016                | Afrikameisterschaften     | Durban              | 3.                  | 200 m               | 20,55 s             |
| 2016                | Olympische Sommerspiele   | Rio de Janeiro      | 43.                 | 100 m               | 10,31 s             |
| 2016                | Olympische Sommerspiele   | Rio de Janeiro      | 30.                 | 200 m               | 20,49 s             |
| 2017                | Weltmeisterschaften       | London              | 14.                 | 100 m               | 10,20 s             |
| 2019                | Weltmeisterschaften       | Doha                | 23.                 | 100 m               | 10,28 s             |
| 2021                | Olympische Sommerspiele   | Tokio               | 35.                 | 100 m               | 10,25 s             |
| 2021                | Olympische Sommerspiele   | Tokio               |                     | 200 m               | DNS                 |
| 2022                | Afrikameisterschaften     | Port Louis          | 6.                  | 100 m               | 10,08 s             |
| 2022                | Weltmeisterschaften       | Eugene              | 10.                 | 100 m               | 10,12 s             |
| 2023                | Weltmeisterschaften       | Budapest            | 11.                 | 100 m               | 10,04 s             |
| 2024                | Hallenweltmeisterschaften | Glasgow             | 10.                 | 60 m                | 6,58 s              |

## Persönliche Bestleistungen
Freiluft
- 100 m: 9,97 s, 4. August 2023, Memphis, (liberianischer Rekord)
- 200 m: 20,33 s, 2. April 2022, San Antonio
- 400 m: 46,30 s, 19. März 2022, San Antonio

Halle
- 60 m: 6,52 s, 12. Februar 2022, Louisville, (liberianischer Rekord)
- 200 m: 21,13 s, 12. Februar 2016, Albuquerque